# جي. هاري
جي. هاري (بالهندية: हरि जी॰؛ بالإنجليزية: G. Hari) هو سياسي هندي، ولد في 1964. نشط حزبياً في أول إنديا أنا درافيدا مونترا كاجاغام ‏. وقد انتخب Member of the Tamil Nadu Legislative Assembly ‏ وفي 2014 Indian general election in Arakkonam Lok Sabha constituency ‏، انتخب عضو لوك سابها السادسة عشر ‏ عن دائرة Arakkonam Lok Sabha constituency ‏ وقد انضم خلال فترته النيابية ‏ (26 مايو 2014 – )  للكتلة البرلمانية أول إنديا أنا درافيدا مونترا كاجاغام ‏.